# Ceylalictus capverdensis
Ceylalictus capverdensis är en biart som beskrevs av Pesenko, Pauly och Laroche 2002. Ceylalictus capverdensis ingår i släktet Ceylalictus och familjen vägbin. Inga underarter finns listade i Catalogue of Life.